# 裴瑜 (东汉)
裴瑜（？—？），字雉璜，河东郡（今山西省运城市）人，东汉官员。

## 生平
裴瑜聪明敏达，公证的舆论认为他必为有用的人材，对于丑恶的指责终身无怨无悔，被举荐为孝廉。史弼出任河东郡太守后，接到所有诏书都要求他为朝廷举荐孝廉。史弼知道不少权贵会托关系找人，于是预先下令与权贵断绝书信来往。中常侍侯览果然派一个儒生带着他的信来请托史弼，并要求免除自己的盐税，但过了许多天不被接待。儒生于是谎称有别的事情拜见史弼，趁机把侯览的信送给了史弼。史弼大怒说：“太守我有幸身担重任，应当选士报答国家，你是什么人，这样欺诈无体统！”史弼命令左右的人把儒生带出去打了几百下。府丞、掾史十余人都到大堂劝谏史弼，史弼都不回答。随后将儒生交给安邑监狱，儒生当天就被拷打死了。侯览大为怨恨，就伪造紧急的诏书送到司隶校尉，诬陷史弼诽谤朝廷，用槛车将史弼押解进京。官吏百姓无人敢靠近的，只有前孝廉裴瑜将史弼送到崤山渑池之间，在路旁大声说：“太守摧折暴虐的臣子，选举有德的人才报效国家，如果这样犯了罪，可以名垂史书，希望您不要担忧不要害怕。”史弼说：“《诗经》说：‘谁说茶味苦，它像荠一样甜。’古人刎颈，九死也不后悔。”之后裴瑜官至尚书。